# 1091 بيكتشرز
1091 بيكتشرز (بالإنجليزية: 1091 Pictures)‏ هي شركة أستوديو أفلام أمريكية، مقرها في نيويورك، لوس أنجلوس وكاليفورنيا.

## تأسيس
تأسست الشركة كقسم الأفلام والتلفزيون التابع لشركة البستان في عام 2015. تشتهر الشركة بأفلامها المرشحة لجوائز الأوسكار. قامت شركة سوني بتجريد الشركة. في عام 2020 غيرت الشركة علامتها التجارية لتصبح 1091 بيكتشرز وأعلنت أن شركتها الأم أعادت تسمية علامتها التجارية إلى مجرى وهو اسم منصة التكنولوجيا الجديدة قيد التطوير. كما حصلت الشركة أيضًا على كارتل لاند، التي حصلت على ترشيح لجائزة الأوسكار لأفضل فيلم وثائقي في عام 2016.

## روابط خارجية
- 1091 بيكتشرز على موقع IMDb (الإنجليزية)